# Richard Schauffele
Richard „Molly“ Schauffele (* 26. Januar 1903 in Cannstatt; † 5. Februar 1983 in Stuttgart) war ein deutscher Fußballspieler, Leichtathlet, Sportfunktionär und zuletzt Kommunalpolitiker der CDU.

## Leben
Der studierte Bauingenieur betätigte sich in jungen Jahren als Fußballspieler und ab dem 25. Lebensjahr als Leichtathlet beim VfB Stuttgart.
Von 1919 bis 1927 spielte er für die erste Mannschaft des VfB Stuttgart, mit dem er 1927 württembergisch-badischer Fußballmeister wurde. In der Endrunde um die Süddeutsche Meisterschaft belegte sein Verein den fünften Rang und verpasste somit den Einzug in die Endrunde um die Deutsche Meisterschaft.
Das Jahr 1927 markierte das Ende der Fußballkarriere Schauffeles, der sich von nun an im Sportlichen ausschließlich auf die Leichtathletik konzentrierte, in der er bereits ab dem Jahr 1923 an den Württembergischen Meisterschaften teilgenommen hatte. Mit einer Größe von mehr als 2 Metern war er ein absoluter Ausnahmeathlet. Er nahm bis zum Alter von 40 Jahren an Leichtathletikwettkämpfen teil und hat 32 Württembergische Meistertitel im Speerwurf, Diskuswurf, Schleuderballwurf – sogar Handballweitwurf – und Kugelstoßen aufzuweisen. 1935 wurde er mit den Stuttgarter Kickers Deutscher Mannschaftsmeister der Leichtathletik.
Sein Urenkel Xander Schauffele – dessen Vater Stefan in Stuttgart aufgewachsen ist – gewann 2021 bei den Olympischen Sommerspielen 2020 im Golfwettberb die Goldmedaille für die Vereinigten Staaten.

## Ämter und Funktionen
- Von 1948 bis 1950 war Schauffele Präsident der Stuttgarter Kickers.[4]
- In den Jahren 1951 bis 1954 sowie 1959 bis 1965 war Schauffele Gründungsmitglied, Vorsitzender und Präsident des Württembergischen Leichtathletik-Verbandes (WLV).[5]
- Von 1954 bis zu seinem Tode im Jahr 1983 war Schauffele zudem Ehrenpräsident des WLV. In dieser Funktion war er maßgeblich daran beteiligt, 1965 das erste Finale des Leichtathletik-Europacups und 1969 den Erdteilkampf Europa–Amerika ins Stuttgarter Neckarstadion zu bringen.[6]
- Von 1953 bis 1965 war Schauffele Mitglied des Gemeinderats der Stadt Stuttgart und zuletzt Vorsitzender der CDU-Fraktion.
- Schon während seiner sportlichen Laufbahn war Schauffele im Bauunternehmen und Travertinsteinbruch der Familie tätig, dessen Führung er 1926 zusammen mit seinem Bruder nach dem Tod des Vaters übernahm. Nach dem Zweiten Weltkrieg wurde im Jahre 1946 von den Brüdern zusätzlich die Schwäbische Baugesellschaft mbH übernommen, die etwas später in R.&W. Schauffele GmbH umfirmierte und ab 1958 zunächst als Richard Schauffele KG und dann als Richard Schauffele GmbH & Co. KG firmierte und bis zum Eintritt seines Sohnes 1971 von Schauffele alleine weitergeführt wurde.

## Sportliche Erfolge
- 1927 mit dem VfB Stuttgart württembergisch-badischer Fußballmeister
- 1928 als Teilnehmer für die Olympischen Spiele Amsterdam im Kugelstoßen qualifiziert; aufgrund einer Verletzung konnte er nicht starten.
- 1935 Deutscher Mannschaftsmeister der Leichtathletik mit den Stuttgarter Kickers
- 32-maliger Württembergischer Leichtathletik-Meister in den Disziplinen Speerwurf, Diskuswurf, Schleuderballwurf, Handballweitwurf und Kugelstoßen
- 1936 als Obmann für die Wurfdisziplinen bei den Olympischen Sommerspielen in Berlin eingesetzt

## Auszeichnungen
- 1976 Verdienstorden des Landes Baden-Württemberg[7]
- 1970 DLV-Ehrenring[8]
- 1965 DLV Hanns-Braun-Gedächtnis-Preis
- 1950 DLV-Ehrennadel in Gold
- Namensgebung des Bundesstützpunktes Leichtathletik innerhalb des Olympiastützpunktes Stuttgart in Molly-Schauffele-Halle[9]